# خافض الجناح بنفسجي اللون
خافض الجناح بنفسجي اللون أو يعسوب بنفسجي (الاسم العلمي: Trithemis annulata)، نوع من الحشرات ينتمي إلى رتبة اليعسوبيات من فصيلة الرعاشات، يمكن العثور عليها في أغلب مناطق إفريقيا والشرق الأوسط وجنوب أوروبا، سمي هذا النوع (خافض الجناح؛Dropwing) لأنه يقوم بإنزال أجنحته أدنى من مستوى جسمه بعد أن يحط على غصن، ذكر هذه الحشرة يتميز بلون بنفسجي-محمر على طول جسمه وفي عروق أجنحته، بينما الأنثى تكون بلون أصفر وبني، عيون كلا الجنسين حمراء اللون.

## أنواع فرعية
يمكن تمييز عدة أنواع فرعية منها:
- Trithemis annulata annulata عن (Palisot de Beauvois, 1807).
- Trithemis annulata haematina عن (Rambur, 1842).
- Trithemis annulata scorteccii عن (Nielsen, 1936).

## الوصف
خافضات الجناح البنفسجية هي نوع من اليعاسيب متوسطة الحجم، يبلغ طولها عند طرفي الجناح 60 مليمتر (2.4 بوصة).
الذكر البالغ منها له رأس أحمر غامق وشفاه صفراء اللون مع بقعة بنية مركزية، عيناه حمراء اللون تحتوي على بقع بيضاء قرب حافتها الخفية، جبهة الوجه ذات لون أحمر معدني مائل للارجواني، منطقة مقدم الصدر بنفسجية اللون تحتوي على خطوط طولية أغمق قليلاً، أجنحتها غشائية تتخللها عروق حمراء اللون سهلة التمييز وفي طرفه بقعة جناحية [الإنجليزية] برتقالية-بنية كبيرة مع لطخة بلون برتقالي مائل للبني عند قاعدة الجناح، منطقة البطن عريضة نسبيًا تكتسي بلون بنفسجي مائل للزهري، تفصل علامات ارجوانية اللون بين أجزاء البطن، توجد أيضًا علامات مائلة للسواد على الأجزاء الثلاثة على طرفها.
الإناث بنفس حجم الذكور لكن منطقة الصدر لديها بنية اللون والبطن صفراء تفصل أجزاؤها خطوط مائلة للبني، أجنحة الأنثى لا تحتوي على عروق حمراء كالذكور لكن لها نفس البقع البرتقالية-البنية.

تشبه خافضات الجناح البنفسجية إلى حد بعيد خافضات الجناح حمراء العروق [الإنجليزية] (Trithemis arteriosa) لكن هذا النوع منطقة البطن فيه أكثر رفعًا مع وجود مناطق سوداء إسفينية الشكل على أطرافها الجانبية.

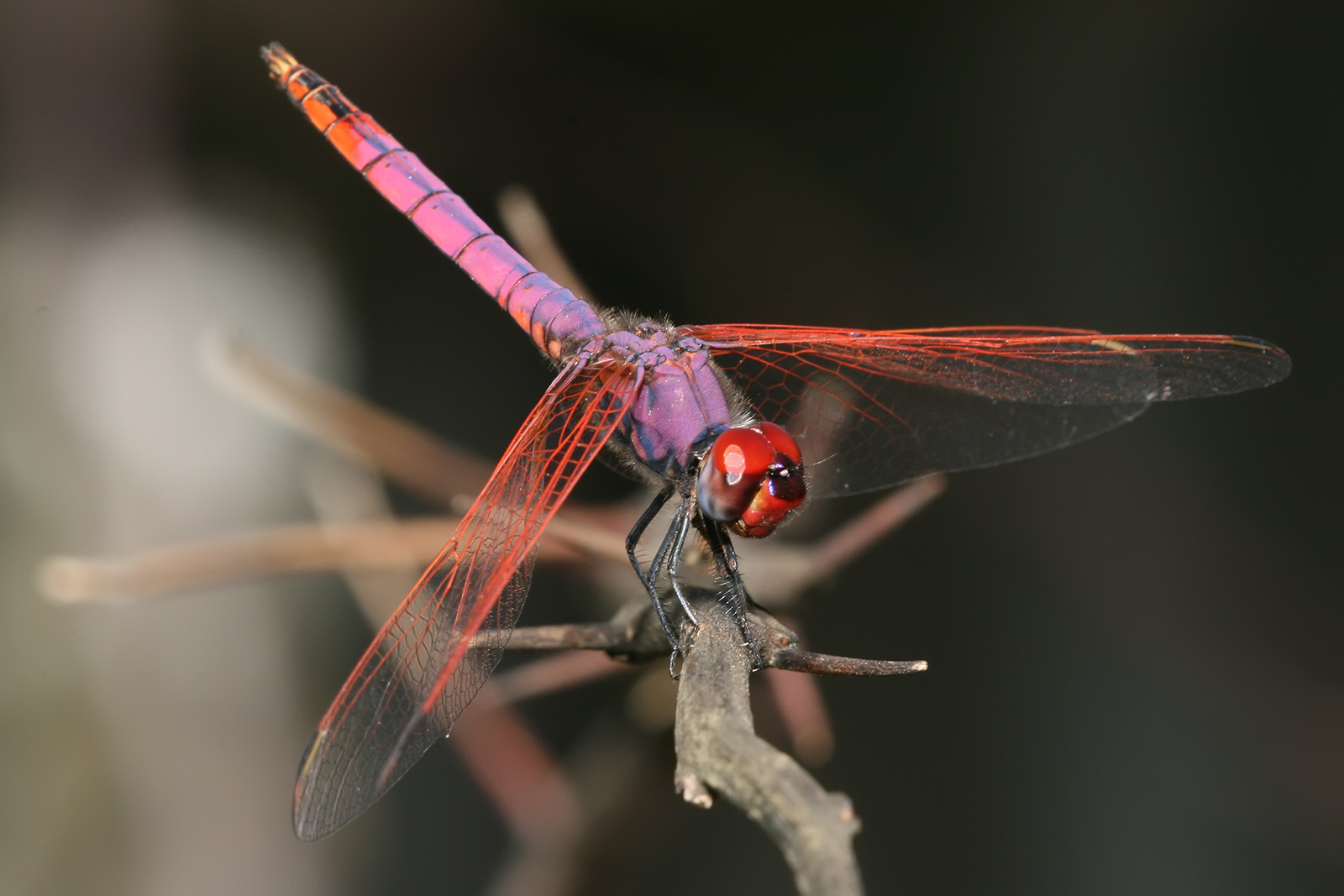
خافض الجناح بنفسجي ذكر، في تنزانيا.
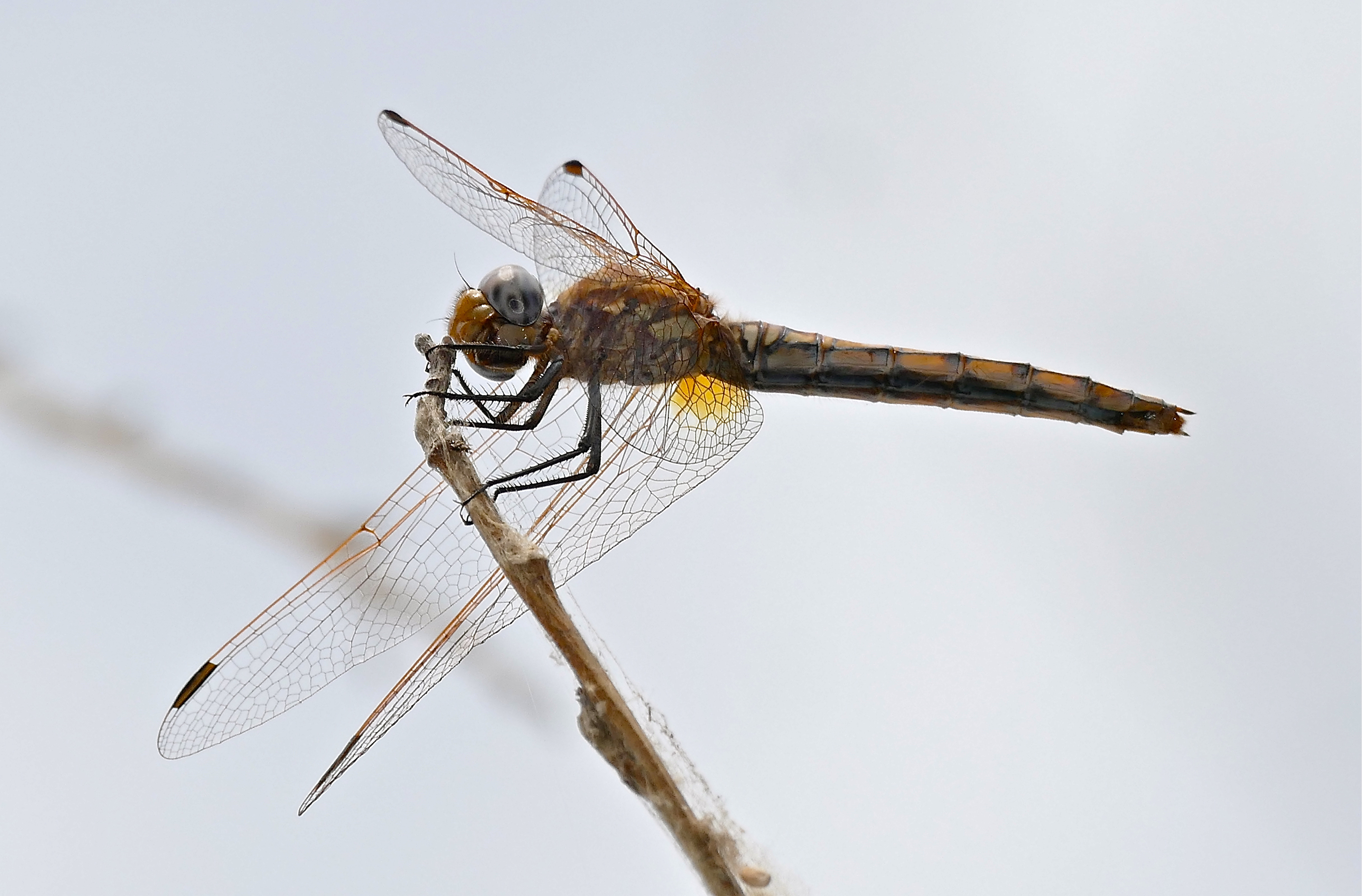
خافض الجناح بنفسجي أنثى، في فرنسا.
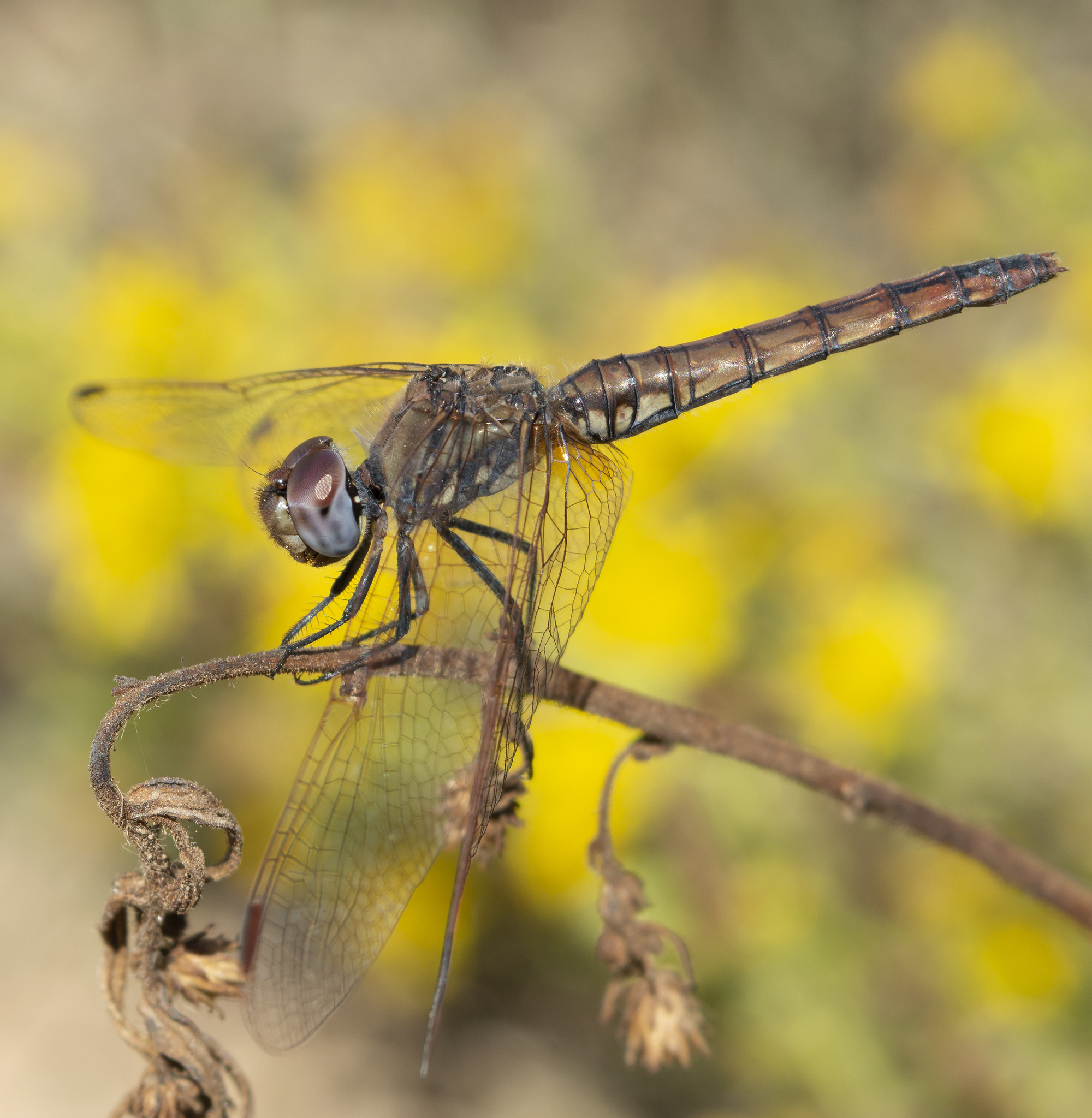
خافض الجناح بنفسجي أنثى في اليونان.
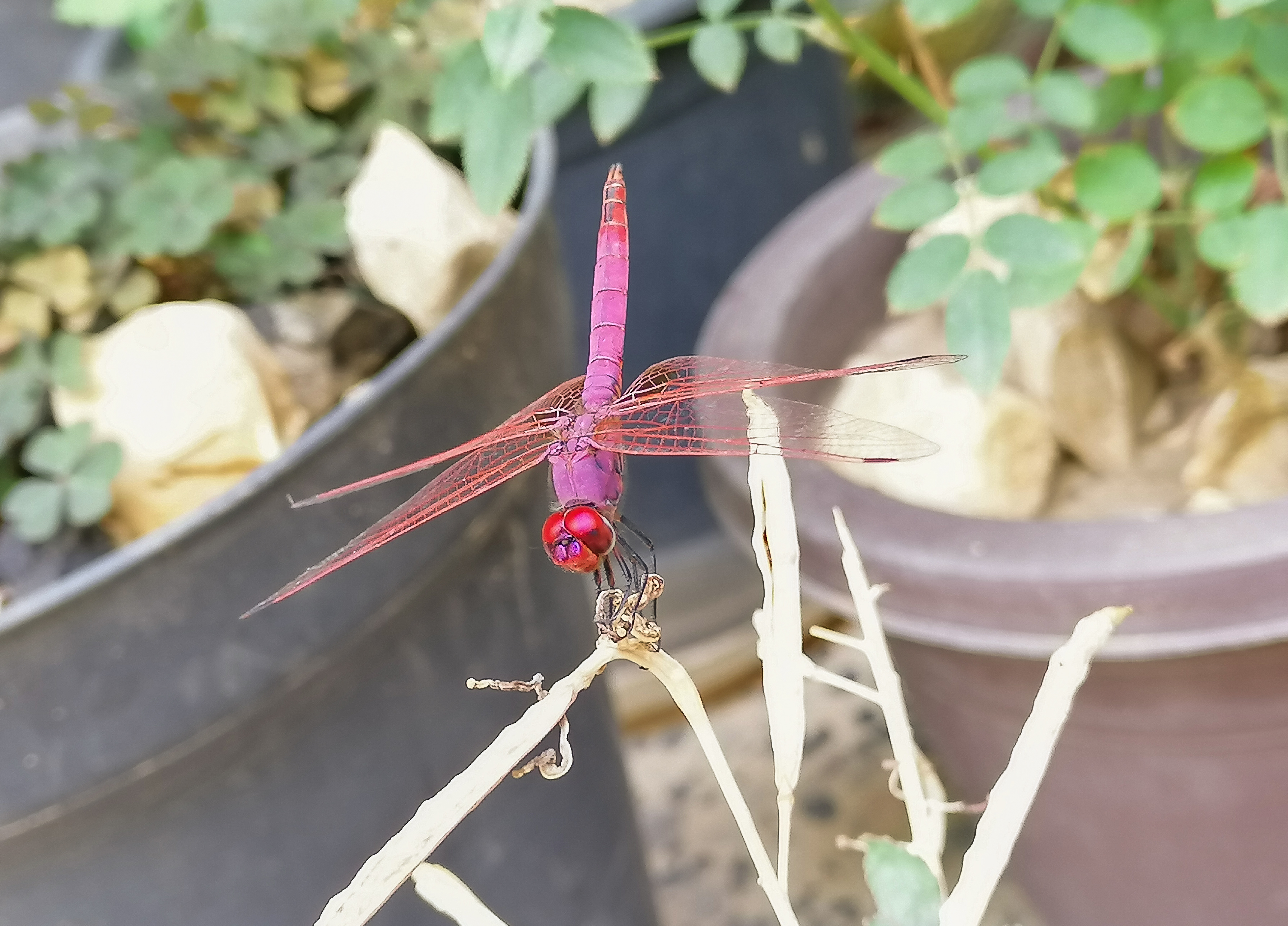
خافض الجناح بنفسجي ذكر، في مدينة الموصل، العراق.

## الإنتشار
يمكن إيجاد هذه الحشرة في أغلب مناطق إفريقيا بالإضافة إلى فرنسا، قبرص، اليونان، الهند، إيران، العراق، فلسطين، إيطاليا، الأردن، الكويت، لبنان، موريشيوس، عمان، سوريا، قطر، الإمارات، اليمن، تركيا، البرتغال، لا ريونيون، كما تم تسجيلها في جزر مالطا عام 2005.
بسبب تأثير الإحترار العالمي فقد زاد نطاق العثور عليها شمالاً في أوروبا منذ التسعينيات حيث توسع مجالها من جنوب إسبانيا وجنوب إيطاليا لتصل إلى فرنسا، ومن اليونان إلى تركيا ثم وسط أوروبا.

## البيئة
تتميز خافضات الجناح البنفسجية بقدرتها الكبيرة على التكيف فالبالغات منها قادرة على تحمل العيش حتى في المراعي شبه القاحلة، يمكن رؤيتها تطير قرب الأنهار الراكدة والمستنقعات وبرك الماء الساكن، كما تشاهد أحياناً قرب مصادر المياه معتدلة الملوحة لكن من غير الواضح ما إذا كانت تتكاثر في المياه المالحة ام لا، تنمو يرقاتها بسرعة لذا يمكنها الاستفادة من المسطحات المائية المؤقته للتكاثر، كثيرًا ما يرى الذكور مستقرين على أغصان الشجيرات المنخفضة قرب الماء وعلى الصخور المواجهة لضوء الشمس خلال النهار، لكن في المساء أو عند انحجاب ضوء الشمس ينتقلون إلى الاشجار والمواقع الأعلى.

## الحالة
على الرغم من ظهور تهديدات على النطاق المحلي لهذه الحشرة نتيجة نقص مناطق الرعي والتغذية، يلاحظ أن أعدادها تتزايد بكثرة، فهي من الحشرات الشائعة جدًا والمنتشرة على مساحات كبيرة من الكوكب، لذلك يقيم الاتحاد الدولي لحفظ الطبيعة حالة حفظها على انها نوع غير مهدد.

## طالع أيضًا
- يعسوب
- يعسوب أحمر ضخم
- رعاشات

## روابط خارجية
- صفحتها على أطلس اليعاسيب من جنوب إفريقيا